# Трајанов форум
Трајанов форум у Риму је последње, уједно и највеће здање подигнуто током Римског царства. Трајанов форум се простире највећим дуж Капитола. Овај комплекс сачињавају две дворане које се налазе једна насупрот другој, као и Трајанов стуб који се налази на средини форума, односно између дворана.

## Изградња форума
Изградња је започета 107. године по заповести цара Трајана. Градио га је познати архитекта тог времена, Аполодор из Дамаска. Изградња је завршена 143. године. За изградњу је био коришћен плен из ратова са Дачанима, а због тог драгоценог мермера овај форум спада у највеличанственије. Да би се саградио, цар Тројан је наредио да се са брежуљка Квиринал скине земља у висини од 35 метара и да се поруше све куће које су се ту налазиле.

## Структура Трајановог форума
Форум се састоји од северозападне и југозападне дворане, као и од Трајановог стуба који се налази између њих. Монументална врата на јужној страни обликују пролаз од Августовог форума на широк трг који је поплочан великом блоковима белог мермера. На дужим странама трга налазили су се тремови од мермера у боји. На средини трга се налазио кип Трајана на коњу,а на северозападу Базилика Улпија. Ова базилика се простирала дужином од 130 метара. Била је покривена плочама од позлаћене бронзе, а њена унутрашњост је била раскошно украшена. Зидови базилике су били од мермера беле боје да би била светлија.
Са јужне стране се налазио велики зид који је окруживао трг. Он је саграђен 116. године по налогу Сената у част ратова против Дачана. Ка улазној згради форума се налазила огромна тријумфална капија са три пролаза, на чијем су се врху налазила бојна кола са шест коња која су носила царев кип. Са друге стране базилике у односу на трг биле су смештене две библиотеке једна насупрот друге које су се отварале ка простору где је био смештен Тројанов стуб висине 38 метара. Зидови тих библиотека су имали удубљења, где су се налазиле полице са свицима од папируса или платна. У једној библиотеци су се налазиле књиге писане на латинском језику, а у другој на грчком. Библиотеке Трајановог форума још данас делимично постоје.

## Трајанов стуб
Трајанов стуб је ремек-дело вајарства. Саграђен је око 106-113. године у част победоносних похода цара Трајана против Дачана, на његовом форуму у Риму. И данас се налази на свом првобитном месту и представља најимпозантнији споменик Трајановог форума.
Овај стуб је био узор за изградњу других стубова тог типа. Трајанов стуб има кружну основу. Висина без постоља је 29,78 метара, а са постољем 39,83 метара. Састоји се од 29 делова који су израђени од белог мермера, а највећи део тежи 77 тона. Унутар стуба налази се степениште на чијем врху се налазила позлаћена скулптура цара Трајана, која је изгубљена крајем 15. века и замењена бронзаном скулптуром Светог Петра, заштитника Рима. Трајанов стуб је украшен од базе до врха наративним рељефима који га у виду спиралне траке обавијају.
Рељефи нису увек били потпуно беле боје, већ позлаћени и, као и други споменици у старом Риму, обојени. Од подножја до врха стуба који је рађен у дорском стилу, налазе се 22 круга рељефа. То је непрекидни низ слика које следе једна за другом. Када би се могла одмотати трака са рељефима била би дуга преко 190 метара. Рељефни фриз прича о два Трајанова рата са Дачанима, које међусобно одваја лик богиње победе Нике која догађаје записује на штит. Повезани догађаји се пењу уз стуб спирално. Пошто нема перспективе у приказивању људских фигура, удаљене фигуре су за главу више од оних које су ближе оку посматрача. Сликовито је приказана одећа, оружје, бродови, борна кола римске војске тог доба. Осим тога веома живописно су приказане животиње, дрвеће, реке, делови пејзажа. На рељефу је приказано 150 појединачних сцена, а стварне битке веома ретко. Цар је приказан у 60 сцена. Ратне сцене су приказане реалистички, а неке су потпуно натурализоване, као што је, на пример сеча глава поражених или прогон становништва. Приказивање догађаја на рељефу почиње са припремама војника за рат. У средини најниже траке приказано је неколико натоварених речних чамаца и римски град на стеновитој обали, а са десне стане римска војска која прелази реку преко понтонског моста. На другој траци приказан је цар Трајан који говори војницима, на трећој градња логора и моста, а на четвртој како пешаци прелазе горску бујицу, док са десне стране цар Трајан држи говор својим трупама.
Завршни догађаји које приказује рељеф се односе на повратак војника у домовину. Главни архитекта Трајановог стуба био је Аполодор из Дамаска, пореклом Грк, најпознатији градитељ у историји Римског царства. Аполодор је био и инжењер, математичар и писац дела Poliorecetica о оруђима војне технике. Према запису Диона Касија, Аполодор је после смрти цара Трајана пао у немилост цара Хадријана, а због критике његовог пројекта храма богиње Рима и Венере, Хадријан је наредио да се Аполодор погуби 125. године. Трајанов стуб је један од најбоље очуваних споменика из старог Рима. Он представља јединствен начин истицања непобедивости и вечности Рима, али и оквир приказивања једног дела његове историје.

## Трајанова пијаца
Трајанова пијаца је назив за комплекс античких рушевина у Риму, смештених на Via dei Fori Imperiali, на супротној страни од Колосеума. Назив је добила по римском цару Трајану који је подигао оригиналну грађевину почетком 1. века како би служила као трговачко и управно средиште града. Архитект је био Аполодор из Дамаска. Зграда се састојала од просторија на првом спрату које су коришћене за управне сврхе и отвореног простора у приземљу који је коришћене за трговину. На страни према брегу налазила се и велика затворена пијаца (aula coperta, aula Traiani) чија функција није позната. Она је вероватно била место где се делила државна помоћ у виду намирница као и простор где су се налазиле продавнице различите потрошне робе. Целокупни склоп пијаце као и сама појединачна грађевина затворене пијаце, односно дворане  одликују се усклађеношћу функције, конструкције и форме. У Трајановој пијаци се јасно виде обриси римског стила масивне градње.